# John Allison
Pour les articles homonymes, voir Allison.
John Allison (né en 1976) est un auteur de bande dessinée britannique, connu pour ses bandes dessinées en ligne à succès Bobbins (en) (1998-2002 et depuis 2014), Scary Go Round (en) (2002-2009), Bad Machinery (en) (depuis 2009) et Giant Days (depuis 2011) qui partagent toutes des personnages communs.
Dans le monde anglophone, Bad Machinery est publié en version physique par Oni Press et Giant Day par Boom! Box. En français, Giant Days est édité par Akileos.

## Récompenses
- 2019 : Prix Eisner pour Giant Days (avec Max Sarin et Julia Madrigal) de la meilleure série ; et de la meilleure publication humoristique